# Municipio de Midway (Arkansas)
El municipio de Midway (en inglés: Midway Township) es un municipio ubicado en el condado de Hot Spring en el estado estadounidense de Arkansas. En el año 2010 tenía una población de 914 habitantes y una densidad poblacional de 11,57 personas por km².

## Geografía
El municipio de Midway se encuentra ubicado en las coordenadas 34°17′31″N 92°51′57″O / 34.29194, -92.86583. Según la Oficina del Censo de los Estados Unidos, el municipio tiene una superficie total de 79.01 km², de la cual 78,23 km² corresponden a tierra firme y (0,98 %) 0,78 km² es agua.

## Demografía
Según el censo de 2010, había 914 personas residiendo en el municipio de Midway. La densidad de población era de 11,57 hab./km². De los 914 habitantes, el municipio de Midway estaba compuesto por el 97,59 % blancos, el 0,22 % eran afroamericanos, el 0,33 % eran asiáticos, el 0,44 % eran de otras razas y el 1,42 % eran de una mezcla de razas. Del total de la población el 1,31 % eran hispanos o latinos de cualquier raza.